# Ген
Ген је физичка и функционална јединица наслеђивања, која преноси наследну поруку из генерације у генерацију, а чини га целовит део ДНК потребан за синтезу једног протеина или једног молекула РНК. Гени су нанизани дуж хромозома. Ген за одређено својство увек се налази на истом месту на хромозому које се назива генски локус. Гени су линеарно распоређени делови хромозомске ДНК (види слику). Њихова величина (број нуклеотида ДНК) и распоред на хромозомима су строго одређени. Грађа гена је грађа саме ДНК и огледа се у тачно одређеном редоследу нуклеотида (А, Т, Ц и Г). Промена тог редоследа, мањак или вишак нуклеотида резултира у промени функције гена и назива се генска мутација (тачкаста мутација). Појмове фенотип и генотип у науку је увео дански ботаничар Вилхелм Јохансен (1905), а из генотипа је изведен ген.
Гени су транскрипцијски активни делови ДНК молекула, величине од неколико стотина до неколико хиљада нуклеотидних парова. Просечна дужина гена обично се креће између 600 и 1800 парова нуклеотида. Процењује се да ланци људске ДНК у свакој ћелији садрже укупно око три милијарде нуклеотидних парова. Доказано је да одређени дуги, понављајући делови, ланаца ДНК свих организама, па тако и човека, нису генетички активни (репетитивне секвенце). Поред тога, многе целине генетичке шифре се понављају у мањем или већем броју молекула ДНК и њихових делова. Свеукупност организације и функције људског организма, укључујући све оно што је особено и за људску врсту и велике размере индивидуалне различитости, одређује око 30.000 гена, што је око 2% људског укупног генетичког потенцијала. Парадокс између величине и сложености контроле и организације људскога генома остварује се тзв. алтернативним сплајсингом. То је појава да неколико различитих гена (и до 6) заузима заједнички простор на ДНК молекули (види: Биоинформатика).

## Структура и варијација
На сваком ланцу ДНК гени су распоређени линеарно, тј. у једнолинијском низу који искључује могућност преклапања њихових додирних делова (триплета). Такође, стабилно својство сваког гена јесте да он увек заузима исто место, односно исти део ДНК молекула. То стално физичко место одређеног гена означава се као генски локус. Део ДНК (ген) који заузима тај локус може бити истоветан код свих припадника исте врсте организама или се може јавити у две или више варијанти, које се означавају као алели (алелогени, алеломорфи).
Алели настају променом (мутацијом) одређеног ишодишног облика одговарајућег гена („дивљи тип” гена), који је обично и најчешћи. Алели се међусобно могу разликовати само по једном или више парова азотних база (или триплета), од чега зависе обим и природа њихових функционалних разлика. Ако посматрани ген има само две варијанте, реч је о алелном пару, док се три или више варијанти истог гена означавају као мултипли алели. Без обзира да ли се јавља у једном, два или више алелних облика, један ген увек контролише исту особину или групу особина у чијем наслеђивању учествује. На пример, људску особину „виђење црвене боје” контролише алелни пар с генског локуса који је (редовно) смештен на истој („својој”) позицији ДНК полног хромозома X (а сталан је распоред и њему суседних локуса). Један од припадајућих алела одређује нормалну способност виђења ове боје, док је други „одговоран” за одсуство те способности („слепило за црвену боју”). Четири крвне групе АБО система (А, Б, АБ и О) генетички контролише један ген, чији се локус увек налази на ДНК ланцу хромозома 9. Тај ген се јавља у три главне алелне варијанте, тј. ово својство контролишу мултипли алели.

### Егзони и интрони
Скуп свих гена у једној хаплоидној ћелији је геном. Количина ДНК у геному еукариота далеко премашује збир гена који кодирају све протеине присутне у ћелијама. То значи да део генома садржи низове нуклеотида који не носе шифру за синтезу протеина. Сегменти гена који садрже информацију за синтезу протеина су названи егзони, а некодирајући низови између њих су интрони (види слику).
Дакле, гени еукариота имају мозаичку грађу: део гена који носи шифру испресецан је деловима који не носе шифру (види слику). Код прокариота интрони не постоје већ су њихови гени непрекинути низови кодирајућих нуклеотида.
Биолошки значај интрона и њихова функција су још увек неразјашњени. Некодирајући делови генома нашли су практичну примену у криминологији и судској медицини познату као генетички отисци прстију.

## Природа деловања
Свака нормална људска јединка у својим ћелијама носи комплетну генетичку информацију своје врсте, добијену спајањем јајне ћелије и сперматозоида. Према томе, свака особа за сваку наследну особину (изузимајући полно везане) носи по два алела, од којих један потиче од оца, а други од мајке. Ако се посматра једну особина чије испољавање контролишу само два алелна гена, па један означи са А, а други са а, може са закључити да се они јављају у три комбинације (генотипа): АА, Аа и аа. Будући да АА и аа имају хомогенски састав, означавају се као хомозиготи (хомо од грч. homois – једнак, исти), док се хетерогенски састав генотипа Аа именује као хетерозигот (грч. heteros – други).
Опште је познато да се интеракција алелних гена манифестује у фенотипском испољавању хетерозиготних генотипова. Постоје три основна облика тог међудејства: доминантност–рецесивност, кодоминантност и интермедијарност.
Веома је мали број гена који учествују у контроли само једног својства, а изгледа да је још мањи број особина које су контролисане алелима само једног гена. Појава да један ген својом активношћу утиче на формирање више особина организма означава се као полифенија (плејотропија гена). Као изразит пример таквог деловања може послужити сложени скуп последица активности гена који је одговоран за анемију српастих еритроцита (дрепаноцитозу). Примарна особина коју ген условљава је синтеза (ненормалног) хемоглобина С, чија појава има низ ланчаних последица у многим особинама: српасти еритроцити, анемија, поремећај низа виталних функција срца, јетре, слезене и коштане сржи, менталних способности итд.
Сложеност генетичке контроле наследног дела променљивости може бити веома различита; од својства која су под контролом само једног гена, мањег броја или мноштва гена. На основу тога, све особине се могу поделити на моногенске (грч. monos – сам, један, једини), олигогенске (грч. oligo – неколико) и полигенске (грч. poli – много). моногенско и олигогенско наслеђивање су посебно карактеристични за квалитативне особине, односно наследну контролу алтернирајуће променљивости. Полигенско наслеђивање (полигенија) се односи на најраширенију појаву да се развој појединих фенотипских особина остварује уз садејство већег броја гена. Такви гени се називају полигенима, а особине које они контролишу означавају се као полигенске. Полигенско наслеђивање је карактеристично за квантитативну (континуирану) променљивост. Основни облик интеракција неалелних гена|интеракције неалелних гена у полигенском скупу је сабирање (адиција) појединачних, обично малих учинака свих припадајућих алела у заједнички (збирни) израз посматраног својства.
- Фенотип – сва мерљива или уочљива морфолошка и физиолошка својства организма настала као резултат интеракције генотипа и околине. Својство може бити видљиво као нпр. равна коса или боја цвета док нека својства захтевају провођење посебних тестова да би била идентификована, посебно када је реч о биохемијско-физиолошким и чулним својствима (нпр. крвна слика и одређивање крвних група различитих система).
- Генотип – представља свеукупно биолошко наслеђе јединке. То је скуп свих гена неког организма. Генотип неке јединке није увек видљив у фенотипу.

## Број гена
Након реализације Пројекта „Хумани геном” (Human Genome Project), секвенционирање људског и других генома је показало да је број гена који кодирају протеине много мањи (~20 000 – човек, миш и винска мушица и ~13.000 – ваљкаста глиста и 46,000 – рижа). Ове протеин-кодирајуће секвенце чине до 1–2% људског генома. Велики делови генома се транскрибирају у интроне, ретротранспозоне и наизглед велики низ некодирајућих молекула РНК. Укупни број протеина (Земаљски протеом) је процењен на око 5 милиона секвенци.

## Подела гена
Према функцији коју обављају, гене можемо поделити на:
- структурне и
- регулаторне.

Структурни гени су:
- гени који носе шифру за протеин (преписују се на и-РНК) и
- гени који се само преписују у РНК (т-РНК, р-РНК).

Регулаторни гени се не преписују већ се за њих везују молекули који регулишу одређене процесе у организму. Знања о регулаторним генима су још увек недовољна. Припадају им гени који:
- учествују у репликацији,
- учествују у кретању хромозома у деоби,
- контролишу кросинг-овер и теломере које доприносе стабилности хромозома.

Теломере представљају неку врсту заштитне капе хромозома јер не реагују са крајевима других хромозома и нису осетљиве на дејство егзонуклеаза.